# South Hackensack Township
South Hackensack Township ist ein Township im Bergen County, New Jersey, USA. Das U.S. Census Bureau hat bei der Volkszählung 2020 eine Einwohnerzahl von 2.701 ermittelt.

## Geographie
Nach den Angaben des United States Census Bureaus hat die Stadt eine Gesamtfläche von 1,9 km2, wovon 1,8 km2 Land und 0,1 km2 (2,74 %) Wasser ist.

## Demographie
Nach der Volkszählung von 2000 gibt es 2249 Menschen, 811 Haushalte und 593 Familien in der Stadt. Die Bevölkerungsdichte beträgt 1223,0 Einwohner pro km2. 82,93 % der Bevölkerung sind Weiße, 2,18 % Afroamerikaner, 0,22 % amerikanische Ureinwohner, 5,74 % Asiaten, 0,31 % pazifische Insulaner, 6,31 % anderer Herkunft und 2,31 % Mischlinge. 15,07 % sind Latinos unterschiedlicher Abstammung.
Von den 811 Haushalten haben 27,7 % Kinder unter 18 Jahre. 54,7 % davon sind verheiratete, zusammenlebende Paare, 13,1 % sind alleinerziehende Mütter, 26,8 % sind keine Familien, 23,1 % bestehen aus Singlehaushalten und in 9,7 % Menschen sind älter als 65. Die Durchschnittshaushaltsgröße beträgt 2,77, die Durchschnittsfamiliengröße 3,27.
19,7 % der Bevölkerung sind unter 18 Jahre alt, 8,8 % zwischen 18 und 24, 31,4 % zwischen 25 und 44, 23,7 % zwischen 45 und 64, 16,5 % älter als 65. Das Durchschnittsalter beträgt 38 Jahre. Das Verhältnis Frauen zu Männer beträgt 100:92,7, für Menschen älter als 18 Jahre beträgt das Verhältnis 100:90,6.
Das jährliche Durchschnittseinkommen der Haushalte beträgt 57.917 US-Dollar (USD), das Durchschnittseinkommen der Familien 66.071 USD. Männer haben ein Durchschnittseinkommen von 39.918 USD, Frauen 32.344 USD. Der Prokopfeinkommen der Stadt beträgt 27.128 USD. 7,1 % der Bevölkerung und 5,2 % der Familien leben unterhalb der Armutsgrenze, davon sind 8,5 % Kinder oder Jugendliche jünger als 18 Jahre und 6,2 % der Menschen sind älter als 65.